# کونی‌یا داینی
کونی‌یا داینی (به انگلیسی: Kuniya Daini) بازیکن فوتبال اهل ژاپن و عضو تیم ملی فوتبال ژاپن است که در تاریخ ۱۲ ژوئیه ۱۹۷۲ میلادی اولین بازی ملی‌اش را انجام داد. او در ۴۴ بازی ملی حضور داشت و آخرین بازی ملی خود را در تاریخ ۴ دسامبر ۱۹۷۶ میلادی انجام داد. کونی‌یا داینی در بازی‌های ملی‌اش
گلی به ثمر نرساند.